# Хорасан-Поште
Хорасан-Поште (перс. خراسان پشته) — село в Ірані, у дегестані Ешкевар-е-Софлі, у бахші Рахімабад, шагрестані Рудсар остану Ґілян. За даними перепису 2006 року, його населення становило 226 осіб, що проживали у складі 62 сімей.

## Клімат
Середня річна температура становить 10,10°C, середня максимальна – 24,97°C, а середня мінімальна – -5,36°C. Середня річна кількість опадів – 417 мм.
| Клімат поселення                              | Клімат поселення | Клімат поселення | Клімат поселення | Клімат поселення | Клімат поселення | Клімат поселення | Клімат поселення | Клімат поселення | Клімат поселення | Клімат поселення | Клімат поселення | Клімат поселення | Клімат поселення |
| Показник                                      | Січ.             | Лют.             | Бер.             | Квіт.            | Трав.            | Черв.            | Лип.             | Серп.            | Вер.             | Жовт.            | Лист.            | Груд.            |                  |
| Середній максимум, °C                         | 5,00             | 5,24             | 7,70             | 13,68            | 18,47            | 22,76            | 24,97            | 24,76            | 21,01            | 17,61            | 11,18            | 6,42             |                  |
| Середня температура, °C                       | −0,17            | 0,06             | 2,53             | 8,51             | 13,28            | 17,58            | 20,56            | 20,35            | 16,59            | 13,20            | 6,75             | 2,00             |                  |
| Середній мінімум, °C                          | −5,36            | −5,13            | −2,67            | 3,30             | 8,10             | 12,40            | 16,13            | 15,92            | 12,18            | 8,78             | 2,33             | −2,43            |                  |
| Норма опадів, мм                              | 37               | 40               | 62               | 48               | 40               | 16               | 13               | 12               | 18               | 41               | 44               | 46               |                  |
| Середньомісячна швидкість вітру, м/с          | 2.00             | 2.49             | 2.64             | 2.84             | 2.30             | 1.92             | 1.99             | 1.96             | 1.84             | 1.84             | 2.22             | 1.91             |                  |
| Середньомісячна сонячна радіація, кДж/м²·день | 7653             | 10071            | 12537            | 16586            | 20337            | 22659            | 22718            | 20022            | 16985            | 12350            | 9292             | 7289             |                  |
| --------------------------------------------- | ---------------- | ---------------- | ---------------- | ---------------- | ---------------- | ---------------- | ---------------- | ---------------- | ---------------- | ---------------- | ---------------- | ---------------- | ---------------- |
| Джерело:                                      |                  |                  |                  |                  |                  |                  |                  |                  |                  |                  |                  |                  |                  |